# 埃及国旗
30°2′N 31°13′E / 30.033°N 31.217°E
現行的埃及國旗於1984年10月4日啟用，紅色代表革命和鮮血，白色代表光明的未來，黑色代表受外國壓抑的長久歷史。其中中央的國徽稱為「薩拉丁之鷹」，鷹爪下方的文字則是用阿拉伯文寫的「阿拉伯埃及共和国」。

## 旗帜历史
现代埃及国旗的发展首先由穆罕默德·阿里王朝决定，在穆罕默德·阿里王朝统治下埃及与苏丹统一，后来又由埃及民族主义和埃及军队革命思想的兴起决定。

### 穆罕默德·阿里王朝（1805–1922）

伊斯玛仪帕夏和特维菲克帕夏统治时期（1867-1881 年）埃及使用的国旗

埃及赫迪夫国（1881-1914年）和埃及苏丹国（1914-1922年）的旗帜

当穆罕默德·阿里成功夺取埃及政权时，该国当时正式成为奥斯曼帝国的一个省(埃及省) 。然而，在他的统治期间，以及在他的子孙统治期间，埃及作为奥斯曼帝国的总督区，享有实质上的独立地位。三颗星和三新月的含义有人认为，这象征着他的军队在三大洲 (非洲、亚洲和欧洲) 的胜利，以及他自己对埃及、苏丹和希贾兹的主权。与[[[奥斯曼帝国国旗]]的相似是有意的，因为穆罕默德·阿里怀有推翻奥斯曼王朝、亲自夺取苏丹王位的宏伟野心。
即使在1914年奥斯曼帝国正式终止主权、宣布埃及为埃及苏丹国和英国保护国之后，埃及仍保留了这面旗帜。
1882年乌拉比起义后，英国军队占领了埃及，民族主义情绪愈演愈烈。1919年革命期间，民族主义情绪达到顶峰。当时，穆罕默德·阿里启用的红旗和一面特殊的绿色旗帜（绘有新月和十字架） 都被用来抗议英国（后者象征着埃及的穆斯林和基督教徒都支持反对占领的埃及民族主义运动）。

### 埃及王国（1922年至1953年）

埃及王国国旗（1922-1953年）和埃及共和国国旗（1953-1958年）

1922年，英国同意正式承认埃及独立，但条件是埃及苏丹福阿德一世必须将其头衔改为国王。于是，时任国王福阿德颁布了一项皇家法令，正式采用新的国旗，国旗为绿底白色新月，上面有三颗白星。三颗星象征着王国的三个组成领土，即埃及、努比亚和苏丹。,绿色则代表了沙特的农业性质。其他资料则认为，它象征着埃及的主要宗教—伊斯兰教。也有人认为，这三颗星代表了埃及的三个宗教群体：穆斯林、基督教徒和犹太教徒。

## 埃及共和国 (1953–1958)–埃及自由军官运动
[[[File:Flag of the Egyptian Revolution (1952).svg|alt=|thumb| 埃及革命旗帜（1953-1958）—1952年埃及革命的三色旗，中央是萨拉丁之鹰，象征着亚伯拉罕三大宗教的三颗星]]

埃及革命旗帜（1953-1958）—1952年埃及革命的三色旗，中央是萨拉丁之鹰，象征着亚伯拉罕三大宗教的三颗星

1952年革命后，埃及自由军官保留了王国的旗帜，但也引入了红、白、黑三色横条纹的革命与解放旗，中央条纹上绘有革命标志：萨拉丁之鹰。早期版本的鹰与后来采用的鹰略有不同。即使1953年7月18日共和国宣言正式废除王国后，王国的旗帜仍然官方使用，直到1958年贾迈勒·阿卜杜·纳赛尔宣布成立新的区域政治联盟并将埃及—叙利亚联盟更名为阿拉伯联合共和国 。新国旗象征着与君主制时期受奥斯曼帝国启发的旗帜的决裂，强调了纳赛尔政府当时信奉的阿拉伯民族主义。

## 阿拉伯联合共和国—总统贾迈勒·阿卜杜·纳赛尔领导的埃及与叙利亚联盟（1958-1972）

阿拉伯联合共和国国旗（1958-1971年）—尽管叙利亚于1961年退出联盟，但埃及保留了阿联官方名称，直到1971年

1958年，叙利亚与埃及合并，成立阿拉伯联合共和国，并采用了以革命后原埃及阿拉伯解放旗为基础的国旗，但白色条纹中以两颗绿星（代表联盟的两个国家）取代了原埃及鹰徽。该鹰徽的改良版随后被用作阿拉伯联合共和国的国徽。这面带有两颗绿星的国旗，代表两个组成国家，一直被用作叙利亚国旗，直至2024年12月巴沙尔·阿萨德被推翻为止。 这面旗帜在1962年的也门阿拉伯共和国曾短暂使用过两个月。.

## 阿拉伯联邦共和国（1972年至1984年）—穆阿迈尔·卡扎菲的区域联盟尝试

阿拉伯联邦共和国国旗

尽管叙利亚于1961年退出阿拉伯联合共和国，但埃及一直使用阿拉伯联合共和国的正式名称，直到1971年该国正式更名为阿拉伯埃及共和国。1972年，阿拉伯埃及共和国与阿拉伯叙利亚共和国和阿拉伯利比亚共和国组成阿拉伯联邦共和国，阿拉伯联合共和国的旗帜（八年后叙利亚沿用其设计作为自己的国旗）被一面以阿拉伯解放旗为基础的联邦通用旗帜所取代。白色条纹中的两颗绿星被古莱什之鹰所取代，后者是1958年阿拉伯联合共和国成立前的叙利亚国徽。古莱什之鹰也被采用为联邦的国徽。

## 阿拉伯埃及共和国（1984年至今）

阿拉伯埃及共和国国旗 (1984年–至今)

阿拉伯联邦共和国于1977年解散，埃及保留了联邦国旗直至1984年10月4日。同年，白色条纹（以及国徽上的）上的库雷什金色鹰徽被萨拉丁之鹰（1958年版，而非1952年版）所取代。鹰徽所持的盾牌颜色为纯金色和白色，与埃及国徽盾牌上的颜色截然不同。这面国旗沿用迄今。

## 曾经拟议的埃及国旗
- 埃及国旗拟议草案之一
- 埃及国旗拟议草案之一
- 埃及国旗拟议草案之一
- 埃及国旗拟议草案之一
- 埃及国旗拟议草案之一
- 埃及国旗拟议草案之一
- 埃及国旗拟议草案之一

## 其他历史旗帜
- 1919年埃及革命旗帜
- 埃及王国军队的旗（1922年至1952年）
- 埃及皇家陆军上将旗（1922年至1952年）
- 埃及皇家陸軍中将旗（1922年至1952年）
- 埃及皇家海军旗（1922年至1952年）
- 埃及海军上将旗（1922年至1952年）
- 埃及海军中将旗（1922年至1952年）
- 埃及海军高级军官旗（1922年至1952年）
- 埃及皇家空军旗（1922年至1952年）
- 埃及皇家空军飞行队旗（1922年至1952年）

## 歷代國旗
| 國旗 | 國家                              | 使用                                             |
| ---- | --------------------------------- | ------------------------------------------------ |
|      | 法蒂瑪哈里發國                    | 909年－1171年                                    |
|      | 埃宥比蘇丹國                      | 1171年－1341年                                   |
|      | 馬穆魯克蘇丹國                    | 1250年－1517年                                   |
|      | 鄂圖曼崇高國埃及省                | 1517年－1793年                                   |
|      | 鄂圖曼崇高國埃及省                | 1793年－1844年                                   |
|      | 鄂圖曼崇高國埃及省                | 1844年－1867年                                   |
|      | 埃及赫迪夫國                      | 1867年－1881年                                   |
|      | 埃及赫迪夫國                      | 1882年－1914年                                   |
|      | 埃及蘇丹國                        | 1914年－1922年（民商旗）1914年－1922年（政府旗） |
|      | 埃及王國                          | 1922年－1952年                                   |
|      | 埃及共和國                        | 1952年－1958年                                   |
|      | 阿拉伯聯合共和國                  | 1958年－1961年                                   |
|      | 阿拉伯合眾國                      | 1958年－1961年                                   |
|      | 阿拉伯聯合共和國                  | 1961年－1971年                                   |
|      | 阿拉伯埃及共和國                  | 1971年－1971年                                   |
|      | 阿拉伯共和國聯邦 阿拉伯埃及共和國 | 1972年－1981年                                   |
|      | 阿拉伯埃及共和國                  | 1981年－1984年                                   |
|      | 阿拉伯埃及共和國                  | 1984年－2011年                                   |
|      | 阿拉伯埃及共和國                  | 2011年－至今                                     |